# Grupa TNT
Grupa TNT (tal. Il Gruppo TNT), izmišljena je organizacija tajnih agenata iz talijanskog stripa "Alan Ford". Sjedište joj je u cvjećarnici u njujorškoj Petoj aveniji, a vodi je Broj 1. Cilj grupe je uloviti njujorške zločince i kriminalce te ih privesti pravdi, što im uglavnom uspijeva, iako više sretno nego spretno.

## Povijest

### Osnivanje
Razlozi koji su doveli do osnivanja Grupe TNT otkriveni su tek u 382. broju "TNT: Rođenje". U tom broju Klodovik nailazi na tajni dnevnik Broja 1, ali otkriva da su neke stranice izgrizli miševi. Broj 1 u svoj dnevnik zapisuje:
Broj 1 u svojem dnevniku otkriva da je već davno dobio zamisao da osnuje grupu tajnih agenata, zbog čega je stalno uhodio šefa nacionalne sigurnosti. Šef ga je odbijao primiti, pa mu je Broj 1 postavio zasjedu vješto se prerušivši u prosjaka. Broj 1 se nadao da će ga uvjeriti da mu omogući sredstva za grupu kad vidi koliko se vješto prerušava, ali ga je šef odbio, tvrdeći da su već prenapunjeni "špijunima, kontrašpijunima i kontrakontrašpijunima". Tobija Quantrill, koji je u to vrijeme bio u zatvoru, odao je Broju 1 nekoliko važnih informacija u zamjenu za oslobađanje. Broj 1 je poslao šefu pismo u kojem mu daje do znanja da zna mnogo njegovih mračnih tajni, uključujući i neki događaj koji se odvio na plaži u Miamiju, a u kojeg je bila uključena žena njegovog brata. Šef ga je zatim usmjerio na šefa državne blagajne, koji predloži da se riješe Broja 1, ali šef sigurnosti to odbija. Šefovi su pristali dati Broju 1 sto dolara, a zatim su svi troje prisegli na Bibliji da će do smrti služiti Ustavu.

### Novačenje tajnih agenata
Dogovoreno je da će prvi tajni agent Grupe TNT postati Andy Sullivan, nećak šefa državne blagajne. Šef sigurnosti dao je Broju 1 kao drugog agenta kriminalca koji ga je progonio zbog dugova, a koji se zvao Johnny Dugi. Treći agent postao je Cvjetko Smith, kriminalac koji je progonio šefa državne blagajne zbog dugova. Broj 1 je u arhivu tražio čovjeka koji bi bio njegov zamjenik: tu čast će dobiti Gervasius Twinkleminklensson, poznatiji kao Debeli šef. Broj 1 je naredio Šefu da pronađe tajne agente za grupu; prvi agent kojeg je pronašao bio je Jeremija Lešina, prodavač limuna. Nakon toga Broj 1 je odlučio vrbovati Sir Olivera, engleskog plemića i sitnog lopova, koji je nosio srebro iz kuće u kojoj je radio. Sir Oliver je prevario Šefa tvrdeći da nosi srebrninu na čišćenje, a naivni Šef mu je povjerovao. Međutim, sve je to slušao Broj 1, koji je drvenom gredom onesvijestio Sir Olivera i prisilio ga da postane član Grupe TNT. U grupu je zatim ušao Grunf kao izumitelj, a nakon njega i Bob Rock. Šef je isprva htio odbiti Boba zbog njegovih obiteljskih veza sa zločincima, ali Broj 1 je postupio pametnije i primio Boba raširenih ruku. Uskoro je šef sigurnosti zvao Broja 1 k sebi tvrdeći da mu nedostaje "agent za vezu s vezom", a to će postati Agent Fantom. Agenti koje je Broju 1 preporučio šef sigurnosti ubrzo su poginuli pod neobičnim okolnostima, a grupi se slučajno pridružio i Alan Ford. Šef sigurnosti i šef blagajne posvađali su se i zatražili od Broja 1 da ukloni onog drugog s obećanjem da će mu pripasti to mjesto. Broj 1 ih je obojicu prevario i nagovorio da se sretnu u mraku, te su se međusobno poubijali.

### Osnivanje podružnice
Nakon mnogo putovanja, Broj 1 donosi odluku da Grupa TNT osnuje svoju podružnicu u Los Angelesu te određuje da će njezin poglavar postati Veliki Cezar. Broj 1 vodi pregovore s njim i odlučuje ga izvući iz zatvora. Agenti podružnice postat će izumitelj Lamp te Bobova braća Tom, Tim i Tumb Rock. Veliki Cezar imat će cvjećarnicu s pravim cvijećem i modernu tehnologiju za hvatanje zločinaca.

### Raspolavljanje i raspuštanje grupe
U broju 184, "Umro je Broj Jedan", Grupa TNT je raspolovljena i ostala je bez pet svojih članova. Broj 1 izbacio je iz Grupe TNT Grunfa, Debelog šefa, Jeremiju, Nosonju i Skvikija. Nakon toga Broj 1 daje svakom članu grupe pedeset dolara i nalog da urede cvjećarnicu jer će je iznajmiti. Nepoznati plaćenik puca na Broja 1 koji umire od infarkta. Grupa TNT je raspuštena: Sir Oliver se počeo baviti uvozom i izvozom, Bob je postao policajac, a Alan je uselio u Brendin stan i počeo tražiti posao. S Alanom je ostao i Klodovik. Podružnica Grupe TNT u Los Angelesu proglašena je jedinom postojećom grupom TNT.

### Ponovno okupljanje grupe
U broju 200, "Hik, hik, hura", konačno se razjašnjavaju neke stvari. Broj 1 je doznao da u Los Angelesu operira opaki zločinac čiji način djelovanja podsjeća na Velikog Cezara (kasnije se ispostavilo da je Veliki Cezar bio nevin, a da je zločinac bio njegov brat blizanac Matteus). Onog je dana osrednji glumac James Butt zamijenio Broja 1, koji mu je dao upute da se riješi Grunfa, Šefa i Jeremije kako bi Grupa TNT bila sastavljena od sposobnih agenata i kako ih Matteus ne bi ubio. Matteus je iskoristio i Brendu kao špijuna i ubacio je u Grupu TNT putem Alana, koji je oduvijek bio zaljubljen u nju. Kad je vidio Broja 1, Matteus ga je pokušao ubiti, ali agenti i general War su ga onemogućili. Broj 1 osuđuje Matteusa na smrt, a on moli Broja 1 da mu dopusti da se sam ubije. Matteus bježi i bitka se nastavlja, a dok pokušava ubiti Boba, ubija ga general War. Nakon toga Grupa TNT ponovno je okupljena. Grunf, Šef, Jeremija i Skviki vratili su se u grupu, ali Nosonja nije - on je ostao u Trombovom vlasništvu. Za poglavara podružnice u Los Angelesu određen je Lamp. Nakon što su se uvjerili da restoran donosi više novca, agenti podružnice, Lamp i Broj 1 pretvaraju cvjećarnicu u otmjeni talijanski restoran.

## Članovi Grupe TNT

### Sadašnji članovi

#### Broj 1
Broj 1 je osnivač i poglavar Grupe TNT, koji ima apsolutnu i nedjeljivu vlast. Često zvan i Njegova visost, Broj 1 je sijedi stari paralitik duge brade i nosa, čija su invalidska kolica napravljena od drva. Često priča povijesne priče, a omiljeni hobiji su mu pikado i pasijans. Živi u tajnom skrovištu u podzemnoj željeznici New Yorka zajedno s papigom Klodovikom, pelikanom Pelicijusom i zmijom Xerexom. Vrlo je pohlepan i obožava novac. Najveći neprijatelj mu je Superhik. Prvi put se pojavio u broju 11, "Broj Jedan".

#### Alan Ford
Alan Ford je visok i plavokos mladić odrastao u sirotištu. Dobrodušan je i lakovjeran, a Grupi TNT pridružio se čistim slučajem. Jedan je od najboljih agenata u Grupi i ljubazan je prema svima. Najbolji prijatelj mu je Bob, a najveći neprijatelj Superhik. Nema sreće u ljubavi. Prvi put se pojavio u broju 1, "Grupa TNT".

#### Bob Rock
Bob Rock je član Grupe TNT i najbolji prijatelj Alana Forda. Nizak je i ima veliki nos (Magnusov autoportret). Njegova 3 brata, Tim, Tom i Tumb su u početku bili u zatvoru, a kasnije su i oni postali članovi Grupe TNT (podružnica u Los Angelesu). Njegov otac je poginuo tijekom pljačke banke, a njegova majka je pogubljena je na električnoj stolici. Bob je jedini koji nije odabrao loš put, dobar je i sposoban, ali je namrgođen i vječno se buni i svađa s Brojem 1. Uvijek nosi škotski ogrtač i kapu. Prvi put se pojavio u broju 1, "Grupa TNT".

#### Sir Oliver
Sir Oliver (Sir Oliver Oliver) engleski je grof i daleko najsposobniji član Grupe TNT iza Broja 1. Ujedinjeno Kraljevstvo napustio je nakon što je dospio u zatvor zbog svojih prijevara, nakon čega je bio prisiljen postati član Grupe TNT. Nosi odijelo, monokl i polucilindar, ima otmjeno držanje i govor što mu omogućava razne krađe i prijevare po New Yorku. Često ga progoni policija, nakon čega se može čuti njegova poznata rečenica: Halo, Bing, kako brat? Uvijek dolazi u pravom trenutku i nikad ne ostavlja ostale članove na cjedilu, ali redovito nađe način da usput zaradi na zadatku. Prvi put se pojavio u broju 2, "Šuplji zub".

#### Grunf
Grunf (Otto von Grunf) je znanstvenik i izumitelj podrijetlom iz Njemačke, koji je za nevjerojatno malo novca sposoban proizvesti najrazličitije naprave koje uvijek rade, ali nikada onako kako bi trebale. Svojom nesposobnošću pridonio je pogibiji Crvenog baruna i propasti Luftwaffea zbog čega su ga Saveznici nagradili. Grunf je odani nacist koji iznad postelje ima Hitlerovu sliku i gotovo uvijek koristi Hitlerov pozdrav. Nosi staru pilotsku kapu i odijelo, a njegove majice često imaju duhovite natpise na sebi, a koje su uvijek u skladu s događajima. Prvi put se pojavio u broju 1, "Grupa TNT".

#### Debeli šef
Debeli šef (Gervasius Twinkleminklensson) je u starijim epizodama bio poglavar grupe, no dolaskom Broja 1 on malo-pomalo postaje sve lijeniji i uglavnom spava s Jeremijom u cvjećarnici. Vrlo je debeo iako nikad ništa ne jede, a njegov kućni ljubimac je zamorac Skviki. Drugi svjetski rat proveo je kao zapisničar, više pazeći na rukopis nego na brzinu. Prvi put se pojavio u broju 1, "Grupa TNT".

#### Jeremija Lešina
Jeremija Lešina je član Grupe TNT i hipohondar koji uglavnom spava sa Šefom u cvjećarnici. Prije pridruživanja Grupi TNT bio je prodavač limuna, a u starijim epizodama bio je i kuhar grupe. Prvi put se pojavio u broju 1, "Grupa TNT".

### Životinjski članovi

#### Klodovik
Klodovik je brbljava papiga koju je Broj 1 dobio od svoga djeda. Živi u tajnom skrovištu Broja 1 i često se svađa s njim. Vrlo je inteligentan i često spašava druge članove grupe. Obožavatelj je punča, ruma i bifteka. Prvi put se pojavio u broju 100, "Crne planine južne Dakote".

#### Nosonja
Nosonja je pas koji je odabrao Boba za svog gazdu. Vrlo je inteligentan, ali mu hrana lako odvuče pozornost. Lažni Broj 1 ga prije svoje "smrti" otjera iz grupe, nakon čega on dolazi u Trombovo vlasništvo i ostaje njegov ljubimac. Prvi put se pojavio u broju 18, "Pas za milijun dolara".

#### Skviki
Skviki je malen zamorac koji je trebao biti korišten u medicinskim pokusima, ali je pobjegao tijekom sudara kamiona. Debeli šef uzeo ga je kao svog ljubimca, napravio mu mjesto u šalu i hranio ga salatom. Nosonja često pokušava pojesti Skvikija, ali bez većeg uspjeha. Prvi put se pojavio u broju 21, "Čuvaj se bombe".

#### Xerex
Xerex je zmija koju je Broj 1 dobio od svojeg prijatelja, Tobije Quantrilla. Obožavatelj je porta i voli se omotavati oko ljudi. U više navrata pokušava pojesti Klodovika. Prvi put se pojavio u broju 99, "Broadway".

#### Pelicijus
Pelicijus je lijeni pelikan kojeg Broj 1 koristi za prijenos na velike razdaljine. Noćna je mora svih zooloških vrtova. Obožava jesti ribu.

#### Prudy
Prudy je domaća mačka koju je Broj 1 dobio na poklon od svoje sestre Srčane. Negativci Franz i Gerda su ga htjeli ukrasti jer je u njegovoj ogrlici bio skriven vrijedni mikrofilm. Grupa TNT je svladala zlikovce, a Broj 1 je zadržao Prudyja kao kućnog ljubimca. Prudy voli ribu, a u nekoliko navrata pokušava i pojesti Klodovika. Prvi put se pojavio u broju 217, "Prudy, Prudy".

### Članovi podružnice

#### Veliki Cezar
Veliki Cezar, pravim imenom Romeo Burton, bio je slavni gangster u Chicagu 1930-ih, zbog čega je osuđen na doživotni zatvor. Broj 1 ga je oslobodio i dao mu podružnicu na upravljanje, što je on činio vrlo vješto, koristeći najmoderniju tehnologiju za hvatanje zlikovaca svih vrsta. Nakon pogibije njegovog brata Matteusa zapovjedništvo je preuzeo Lamp, a Veliki Cezar se vratio u kasnijim epizodama i poginuo u eksploziji dvorca. Posjeduje crnu panteru Betty, buldoga Teddyja i gorilu Theodora. Prvi put se pojavio u broju 17, "Ljekovita voda".

#### Lamp
Lamp je izumitelj i znanstvenik te član Grupe TNT. Plavokos je i nosi naočale. U prošlosti je radio reklamirajući tvornice na ulici. Nakon smrti Matteusa, brata blizanca Velikog Cezara, postaje poglavar podružnice Grupe TNT u Los Angelesu. Prvi put se pojavio u broju 10, "Formule".

#### Braća Rock
Tim, Tom i Tumb Rock su Bobova braća blizanci potpuno nalik na njega. U prošlosti su se bavili kriminalom, ali nakon otvaranja podružnice Grupe TNT u Los Angelesu pridružili su se kao tajni agenti. Prvi put su se pojavili u broju 9, "Zoo simfonija".

### Bivši članovi

#### Andy Sullivan
Andy Sullivan je bio prvi tajni agent Grupe TNT ikad (naravno, nakon Broja 1). On je nećak supruge šefa državne blagajne koji je želio postati tajni agent. Šef sigurnosti opisao ga je kao "nesposobnog magarca", a šef državne blagajne kao "dobrog momka i domoljuba" (naravno, pred Brojem 1). Šef blagajne je jamčio za njega. Andy je upravo tražio uzbudljiv posao i igrao je golf kad su šef blagajne i Broj 1 tamo došli. Andy je nazvao Broja 1 "starom krntijom", a šef blagajne mu je priopćio da je to jedan od najvještijih agenata ikad i da ne može saznati ni njegovo ime. Andy je dao Broju 1 svoje uvjete rada, a to su:
Andy Sullivan je poginuo pod svjetiljkom s ultraljubičastim zračenjem.

#### Johnny Dugi
Johnny Dugi je bio drugi tajni agent Grupe TNT. Bio je kriminalac koji je utjerivao dugove za "šefa" i pritom proganjao šefa sigurnosti da vrati sto tisuća dolara. Šef sigurnosti mu je ponudio posao u grupi tajnih agenata kao veza između Broja 1 i uprave. Poginuo je u eksploziji automobila, a kasnije se saznalo da mu je netko u motor podmetnuo dinamit.

#### Cvjetko Smith
Cvjetko Smith je bio treći tajni agent Grupe TNT. Kao i Johnny Dugi, utjerivao je dugove i proganjao šefa državne blagajne da plati nekom Charlieju. Šef se pravdao da mu je bivša supruga stavila zabranu na pola plaće i da je izgubio šest od sedam oklada. Šef se sjeti da postoji nalog za njegovo uhićenje (oko 20 godina zatvora) i predlaže Cvjetku da sredi njegov dug s Charliejem, a on će uništiti nalog. Šef mu još nudi posao kao tajni agent u novoosnovanoj Grupi TNT. Cvjetko govori i Broju 1 koje su njegove specijalnosti:
Broj 1 je uzeo njegov srebrni novčić da ga prouči, a Cvjetko je uperio samokres u njega pa mu je Broj 1 vratio novčić. Cvjetka je ubila električna struja kad je pritisnuo tipku glazbene kutije.

#### Agent Fantom
Agent Fantom je postao član Grupe TNT nakon što ga je preporučio šef sigurnosti, tvrdeći da grupi nedostaje "agent za vezu s vezom". Moguće je da su oni rođaci. Fantom ima crnu kosu i crne hitlerovske brčiće. Bilo je određeno da se sastanu u šest sati poslijepodne na Broadwayu pred kinom MGM. Zakasnio je jer mu se probušila guma. Tvrdio je da je krenuo u London, ali da ne pozna dobro jezik. Njegov san je biciklizam i htio bi sudjelovati u Tour de France. Fantoma je na ulici udario kamion te se "izvukao sa slomljenom nogom i tri nagnječena rebra". Međutim, njegova smrt je bila samo odgođena: poginuo je u akciji u jednom hotelu u Miamiju.

### Novi članovi

#### Minuette Macon
Minuette Macon je lijepa Francuskinja, od 2005. Alanova ljubav i njegova desna ruka. Zajedno s njim otvorila je detektivsku agenciju TNT. U mladosti se bavila sumnjivim poslovima, ali danas izvrsno surađuje s FBI. Ona je vještica i ima magijske moći. Prvi put se pojavila u broju 398, "Vodite ljubav sa..."

## Zanimljivosti
- Snimljen je kratki crtani film "Grupa TNT protiv Superhika" u kojem su članovi Grupe TNT glavni junaci.